# Lagocephalus laevigatus
Espèce
Statut de conservation UICN

 LC  : Préoccupation mineure
Lagocephalus leavigatus, Poisson-ballon océanique ou Tétrodon-lièvre lisse ou Compère lisse, est une espèce de poissons marins tetraodontiformes.
Attention : sa peau, sa chair et ses viscères accumulent une dangereuse toxine nommée tétrodotoxine dont l'ingestion est mortelle donc il ne faut surtout pas le consommer.

## Répartition et habitat
Ce poisson benthopélagique cosmopolite vit dans les eaux tropicales et tempérées entre 10 et 1000 m de profondeur, en général entre 10 et 100 m. On peut le trouver le long des côtes, près des fonds meubles en particulier en Atlantique subtropical, occasionnellement jusqu’au nord-ouest de l’Espagne (Galice), voire en Bretagne, où la pêche d’un spécimen en août 2019 a eu les honneurs de la presse.

## Description
Le Poisson-ballon océanique possède un dos vert foncé, une queue nettement concave pour l’adulte à peu près symétrique.Le bec est constitué de 2 dents à chaque mâchoire comme tous les tétraodons. Il possède des petites épines sur le ventre et aucune sur le dos.Les flancs sont argentés à jaune-vert. Le ventre est blanc. Sa taille maximale est de 61 cm.

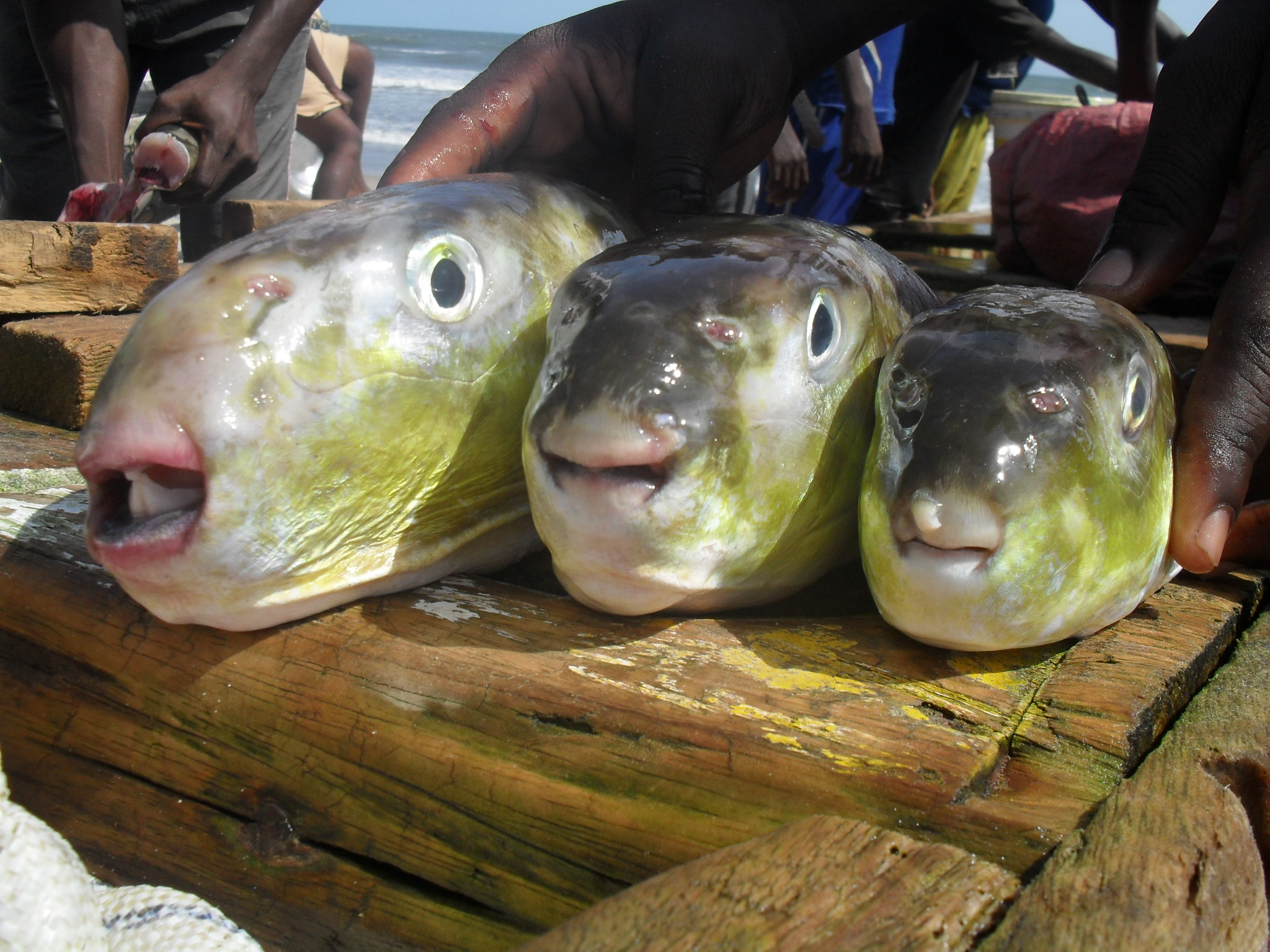
Poissons-ballons océaniques, Ghana

Quand il se sent menacé par des prédateurs, il se gonfle en avalant de l'eau et il double à peu près de volume.